# Webster (New York)
Ne doit pas être confondu avec Webster (village, New York).
Webster est une ville du comté de Monroe, dans l'État de New York, aux États-Unis,. En 2010, elle comptait une population de 42 641 habitants.

## Démographie
Lors du recensement de 2010, la ville comptait une population de 42 641 habitants. Elle est estimée, en 2016, à 44 878 habitants.